# Тарасов, Дмитрий Львович
Дмитрий Львович Тарасов (16 июня 1910, Москва, Российская империя — 19хх) — советский писатель, поэт и сценарист.

## Биография
Родился 16 июня 1910 года в Москве (по неофициальным источникам родился в 1911 году, но согласно записи из метрической книги родился в 1910 году), брат — Александр Тарасов, оператор, режиссёр и сценарист. В 1927 году поступил на отделение истории и теории кино МГУ, который он окончил в 1932 году, одновременно с этим, с 1930 по 1931 год учился в сценарной мастерской киностудии Межрабпомфильм, и вдобавок к этому поступил на режиссёрский факультет ВГИКа, который он окончил в 1934 году. Параллельно со сценарной деятельностью, занимался также литературой, опубликовав рассказы в журнале Вокруг света.
Дальнейшая судьба неизвестна.

### Личная жизнь
Дмитрий Тарасов был женат, имел дочь, от которой есть внук — Владимир Богданов.

## Фильмография

### Сценарист
- 1934 — Высокая долина (совместно с родным братом)
- 1935 — Без ошибки
- 1938 — Охотник Фёдор
- 1941 — Валерий Чкалов
- 1946 — Освобождённая земля
- 1949 — 
  - Весенняя сказка (совместно с родным братом)
  - Чужой голос
- 1959 — Дорога жизни
- 1963 — Схватка
- 1964 — Нина